# Tzibantzá
Tzibantzá är en ort i Mexiko.   Den ligger i kommunen Cadereyta de Montes och delstaten Querétaro Arteaga, i den sydöstra delen av landet, 140 km norr om huvudstaden Mexico City. Tzibantzá ligger 1 600 meter över havet och antalet invånare är 372.
Terrängen runt Tzibantzá är kuperad åt nordost, men åt sydväst är den platt. Tzibantzá ligger nere i en dal. Runt Tzibantzá är det ganska tätbefolkat, med 60 invånare per kvadratkilometer. Närmaste större samhälle är Bella Vista del Río, 9,0 km norr om Tzibantzá. Trakten runt Tzibantzá består i huvudsak av gräsmarker.